# تانجونگ چوسان
پادشاه تانجونگ (به کره‌ای: 단종) (۹ اوت ۱۴۴۱–۲۴ دسامبر ۱۴۵۷، حکومت: ۱۴۵۲–۱۴۵۵) ششمین پادشاه سلسله چوسان بود. وی توسط عموی خود که بعداً تبدیل به پادشاه سجو شد، مجبور به کناره‌گیری از مقامش شد و سپس به شهرستان یئونگ وول تبعید شد، جایی که بعداً در آنجا به قتل رسید و جنازه وی به خاک سپرده شد.

## زندگی‌نامه
یک روز بعد از تولدش، مادرش ملکه هیون دئوک (۱۴۴۱~ ۱۴۱۸) بر اثر وضع حمل درگذشت.
دانجونگ در سن ۱۲ سالگی جانشین پدر خود پادشاه مونجونگ شد. از آنجایی که وی برای حکومت کردن بسیار جوان بود، اداره دولت به دست نخست‌وزیر هوانگ بو این، معاون نخست‌وزیر ژنرال کیم جونگ سئو و خواهرش شاهزاده گیونگی هی افتاد شاهزاده گیونگی هی به عنوان قیم او عمل می‌کرد.
در سال ۱۴۵۳، عموی پادشاه دانجونگ با ترغیب کردن تعدادی از دانشمندان و مقاماتی که در دربار سجونگ کبیر خدمت کرده بودند مبنی بر حمایت از ادعای وی برای رسیدن به تاج و تخت دست به کودتا زد و دولت را که توسط نخست‌وزیر اداره می‌شد سرنگون کرد. هوانگ بو این و کیم جونگ سئو دستگیر شدند و در مقابل دروازه گایونگ‌بوک گونگ به قتل رسیدند؛ در سال ۱۴۵۵ دانجونگ مجبور به کناره‌گیری از مقامش شد و سپس به شهرستان یئونگ وول تبعید شد.
سال بعد، شش مقام دربار سعی در بازگرداندن دانجونگ به قدرت کردند، اما نقشه آنها کشف شد و بلافاصله اعدام شدند.
پادشاه سجو با درک اینکه وی تهدیدی مداوم برای ادامه حکومتش خواهد بود، توصیه مشاوران دربار را پذیرفت و دستور به رفع خطر دانجونگ برای حکومتش داد. در سال ۱۴۵۷، دانجونگ در محل تبعیدش به قتل رسید.
تمامی عناوین دانجونگ در زمان تبعید از او سلب شد، سپس به نام «شاهزاده نوسان» (노산군، 魯山君) منسوب شد. در زمان سلطنت پادشاه سوکجونگ، دانشمندان دربار او پیشنهاد اعاده عناوین وی را دادند. در سال ۱۶۹۸، عناوینی که از شاهزاده نوسان گرفته شده بود پس از مرگ دوباره به او داده شد و نام پسامرگی «دانجونگ» را دریافت کرد، پس از آن به او عنوان پادشاه دانجونگ شناخته می‌شود

## خانواده
- پدر: مونجونگ چوسان (문종)
- مادر: ملکه هیئون‌دئوک (۱۲ مارس ۱۴۱۸ – ۲۴ ژوئیه ۱۴۴۱)
- همسران و فرزندان:

1. ملکه جئونگ‌سان[۳] (۱۴۴۰ – ۴ ژوئن ۱۵۲۱)[۴][۵][۶]
2. کیم سوک-اویی (숙의 김씨)
3. کوون سوک-اویی (숙의 권씨)

- بدون فرزند